# Tibor Harsányi
Tibor Harsanyi, auch Tibor Harsányi (* 27. Juni 1898 in Magyarkanizsa, Königreich Ungarn, Österreich-Ungarn, heute Kanjiža, Serbien; † 19. September 1954 in Paris), war ein französischer Komponist, Dirigent und Pianist ungarischer Herkunft.

## Leben
Aus dem nördlichen Banat herkommend, gelangte Tibor Harsanyi in den Zwanzigerjahren des 20. Jahrhunderts über Österreich und die Niederlande nach Frankreich. Nach dem Studium an der Franz-Liszt-Musikakademie bei Zoltán Kodály ging er als Pianist auf Tournee in Europa und Amerika. Seine Werke sind teilweise vom Jazz beeinflusst. Die als wichtigste Begründerin des Modern Dance geltende Choreografin Martha Graham realisierte einige ihrer Solo-Tanzstücke nach Kompositionen von Tibor Harsanyi, beispielsweise Resurrection (1929), Unbalanced (1930) und Ecstatic Dance (1932). Er wirkte mit an einem Zusammenschluss von emigrierten Musikern aller Länder: Zu dem École de Paris genannten Komponisten-Freundeskreis zählten neben Tibor Harsanyi unter anderem Conrad Beck, Marcel Delannoy, Pierre Octave Ferroud, Jacques Lamanjat, Nikolai Lopatnikoff, Bohuslav Martinů, Georges Migot, Marcel Mihalovici, Manuel Rosenthal, Erwin Schulhoff, Alexandre Tansman und Jean Wiener.

## Werke (Auswahl)
- Sonatina für Violine und Klavier (1918)
- Az utolsó álom (Der letzte Traum), Ballett (1920)
- Sonate für Violine und Klavier (1926)
- Sonate für Violoncello und Klavier (1928)
- Trois pièces de danse für Klavier (1928)
- Symphonische Ouvertüre für Orchester (1931)
- Le petit roi (Der kleine König), Filmmusik (1933)
- L’Histoire du petit tailleur (Das tapfere Schneiderlein; nach dem Märchen der Brüder Grimm), komponiert zu einem Marionettentheaterstück für Sprecher, 7 Instrumente und Schlagzeug (1939), als Suite 1950
- Ungarische Suite für Orchester (1937)
- Rhapsodie für Violoncello und Klavier (1939)
- Illusions ou L’Histoire d’un miracle (Pierre Brive nach E. T. A. Hoffmann; Illusionen oder Eine Wundergeschichte), Oper in 2 Akten (1948)
- Cantate de Noël (Weihnachts-Kantate; 1951–1952)
- Sonate für Viola und Klavier (1953–1954)